# Koppe sumba
Koppe sumba är en spindelart som beskrevs av Christa L. Deeleman-Reinhold 200. Koppe sumba ingår i släktet Koppe och familjen flinkspindlar.
Artens utbredningsområde är Små Sundaöarna. Inga underarter finns listade i Catalogue of Life.